# Endeitoma orientalis
Endeitoma orientalis es una especie de coleóptero de la familia Zopheridae.

## Distribución geográfica
Habita en Indonesia.